# エドムンド・アイアンサイド (初代アイアンサイド男爵)
初代アイアンサイド男爵ウィリアム・エドムンド・アイアンサイド（英: William Edmund Ironside, 1st Baron Ironside GCB CMG DSO、1880年5月6日 - 1959年9月22日）は、イギリスの陸軍軍人、政治家、貴族。
1938年から1939年までジブラルタル総督、1939年から1940年にかけて帝国参謀総長を務めた。第二次世界大戦の西方電撃戦の際にはフランスで指揮を執ったが、惨敗した。最終階級は陸軍元帥。

## 経歴

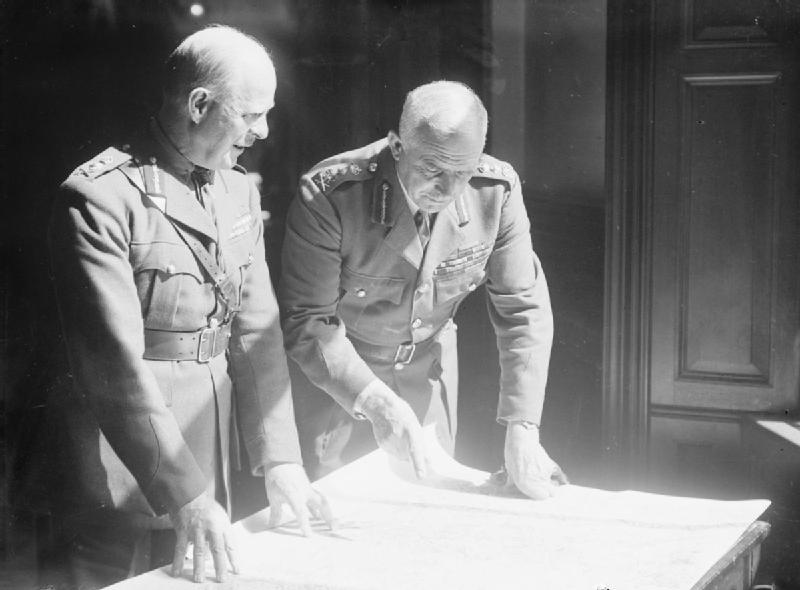
1939年から1940年のロンドン・陸軍省。アイアンサイド（右）と第6代ゴート子爵ジョン・ヴェレカー（左）

1880年5月6日に軍医少佐ウィリアム・アイアンサイドとその妻エマ(姓名リッカーズ)の唯一の息子としてエディンバラに生まれた。
トンブリッジ・スクールを経て王立陸軍士官学校へ進学。
1899年6月25日に王立砲兵連隊の少尉（second lieutenant）に任官。1900年2月から1902年5月にかけて第二次ボーア戦争に従軍し、その間の1901年2月16日に中尉（lieutenant）に昇進した。ボーア戦争後、ボーア人の牛車運転士に成りすましてドイツ植民地南西アフリカ(ナミビア)にスパイとして潜入した。
その後、植民地インド駐留の王立騎兵連隊第1砲兵大隊、ついで英領南アフリカに駐留する同連隊Y大隊に勤務した。1908年2月18日に大尉（captain）に昇進。
1913年から1914年にかけてキャンバリー参謀大学に在学した。
第一次世界大戦に参謀将校として従軍し、1914年10月30日に少佐（major）、1916年6月3日に中佐（lieutenant colonel）に昇進した。
戦後、イギリスの資金で組織された多国籍軍を率いて対ソ干渉戦争に参加し、ボルシェヴィキと戦った。1919年1月1日に大佐（colonel）、同年11月11日に少将（major general）に昇進した。
その後北ペルシャ軍の指揮官としてペルシャに駐留した。在任中、ボルシェヴィキとの対立から1921年ペルシャ・クーデタでレザー・パフラヴィーを支援したとみられる。その後、英委任統治領メソポタミアに勤務となり、1921年のカイロ会議にも出席した。
1921年にイギリスに帰国し、1922年から1926年にかけてキャンバリー参謀大学司令官を務める。1926年にオールダーショットの第2師団の総司令官(GOC)に就任した。
1928年には植民地インド・メーラト地区の総司令官(GOC)に転任した。1931年3月1日に中将（Lieutenant-General）に昇進。1933年から1936年にかけてインドで補給担当将軍を務める。在任中の1935年6月30日に大将(General)に昇進した。
1936年4月にイギリスへ帰国すると東部司令部最高司令官(GOC-in-C)に就任。ついで1938年11月にジブラルタルの総督及び最高司令官に転任したが、1939年7月にロンドンに呼び戻された。
同年9月に第二次世界大戦が勃発すると帝国参謀総長第6代ゴート子爵ジョン・ヴェレカーが海外派遣軍司令官に転任したのに伴い、代わって帝国参謀総長に就任。
1940年5月10日からドイツ軍の西方電撃戦が開始されるとフランスにいる海外派遣軍司令官ゴート子爵のもとに派遣され、5月27日には本国軍最高司令官に任じられた。しかしドイツ軍に惨敗を喫し、激怒したチャーチルの手回しによって同年7月19日に解任された。
以降実質的に軍務から退くことになったが、解任翌日の7月20日には陸軍元帥に昇進。ついで1941年1月29日には連合王国貴族アイアンサイド男爵に叙されて貴族院議員に列した
1959年9月12日にロンドン・ミルバンクのアレクサンドラ王妃軍事病院で死去した。爵位は唯一の男子であるエドムンド・アイアンサイドが継承した。

## 人物
身長は6フィート4インチ(190センチ)だった。
ミドルネームのエドムンドを名前として主に使用した。

## 栄典

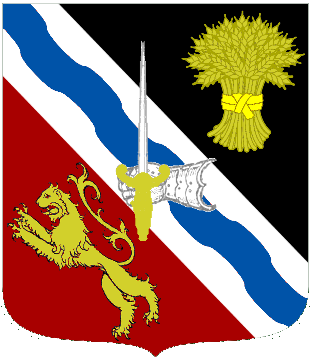
アイアンサイド家の紋章。紋章の下部には『恐れずしっかり掴め』のモットーが刻まれる。

### 爵位
1941年1月29日に以下の爵位を新規に叙された
- アバディーン州におけるアークエンジェル＝アイアンサイドの初代アイアンサイド男爵 
(1st Baron Ironside, of Archangel and of Ironside in the County of Aberdeen)
(勅許状による連合王国貴族爵位)

### 勲章
- 1915年6月23日、殊功勲章コンパニオン (DSO)[12]
- 1918年1月1日、聖マイケル・聖ジョージ勲章コンパニオン (CMG)[13]
- 1919年8月1日、バス勲章ナイト・コマンダー (KCB)[7]
- 1938年6月9日、バス勲章ナイト・グランド・クロス (GCB)[14]
- 1939年6月、聖ジョン勲章（英語版）ナイト[15]

#### 外国勲章
- 1922年2月6日、勲三等旭日中綬章 (日本)[16]
- 1946年、レジオンドヌール勲章グランクロワ（フランス）[13]
- 聖アンナ勲章（ロシア語版）（ロシア帝国）[2]
- 聖ウラジーミル勲章（ロシア語版）（ロシア帝国）[2]
- 聖ジョージ十字勲章（ロシア語版）（ロシア帝国）[2]
- 軍事善行勲章（ポーランド語版）（ポーランド立憲王国）[2]

## 家族
1915年に英印軍大佐チャールズ・チェインの娘であるマリオット・チェインと結婚し、彼女との間に以下の2子を儲けた。
- 長女エルスペス・マリオット・アイアンサイド (1917-2013) - アンドリュー・ヘンドリーと結婚
- 長男エドムンド・オスラック・アイアンサイド（英語版） (1924-2020) - 第2代アイアンサイド男爵位を継承